# Ulica Świętego Ojca Maksymiliana Marii Kolbego w Bydgoszczy
Ulica świętego Ojca Maksymialiana Marii Kolbego w Bydgoszczy – ulica w Bydgoszczy. Łączy Osową Górę z ulicą Grunwaldzką oraz jest drogą wylotową w kierunku Osówca, Wojnowa i Mroczy.
Ulica rozciąga się na kierunku północ-południe od skrzyżowania z ulicą Grunwaldzką po zachodnie granice Bydgoszczy na osiedlu Osowa Góra. Jej długość wynosi blisko 2 km. Na całej długości ulicy biegnie droga powiatowa nr 1529C. Ulica jest drugorzędną, jednojezdniową trasą wylotową z Bydgoszczy w kierunku Mroczy. Ulica w całości przechodzi przez osiedle Osowa Góra.
Do 1959 ulica funkcjonowała jako droga powiatowa łącząca Bydgoszcz z Mroczą położona poza miastem. 7 grudnia 1959, po włączeniu terenu wsi Osowa Góra do Bydgoszczy, ulicę tę nazwano Osowagóra, jako pamiątka po nazewnictwie osady. Nazwa ta funkcjonowała do 1982, gdy nadano jej nazwę Maksymiliana Marii Kolbego. 1 kwietnia 2020 rozpoczęto remont ulicy na odcinku od ul. Kormoranów do ul. Grunwaldzkiej.

## Galeria

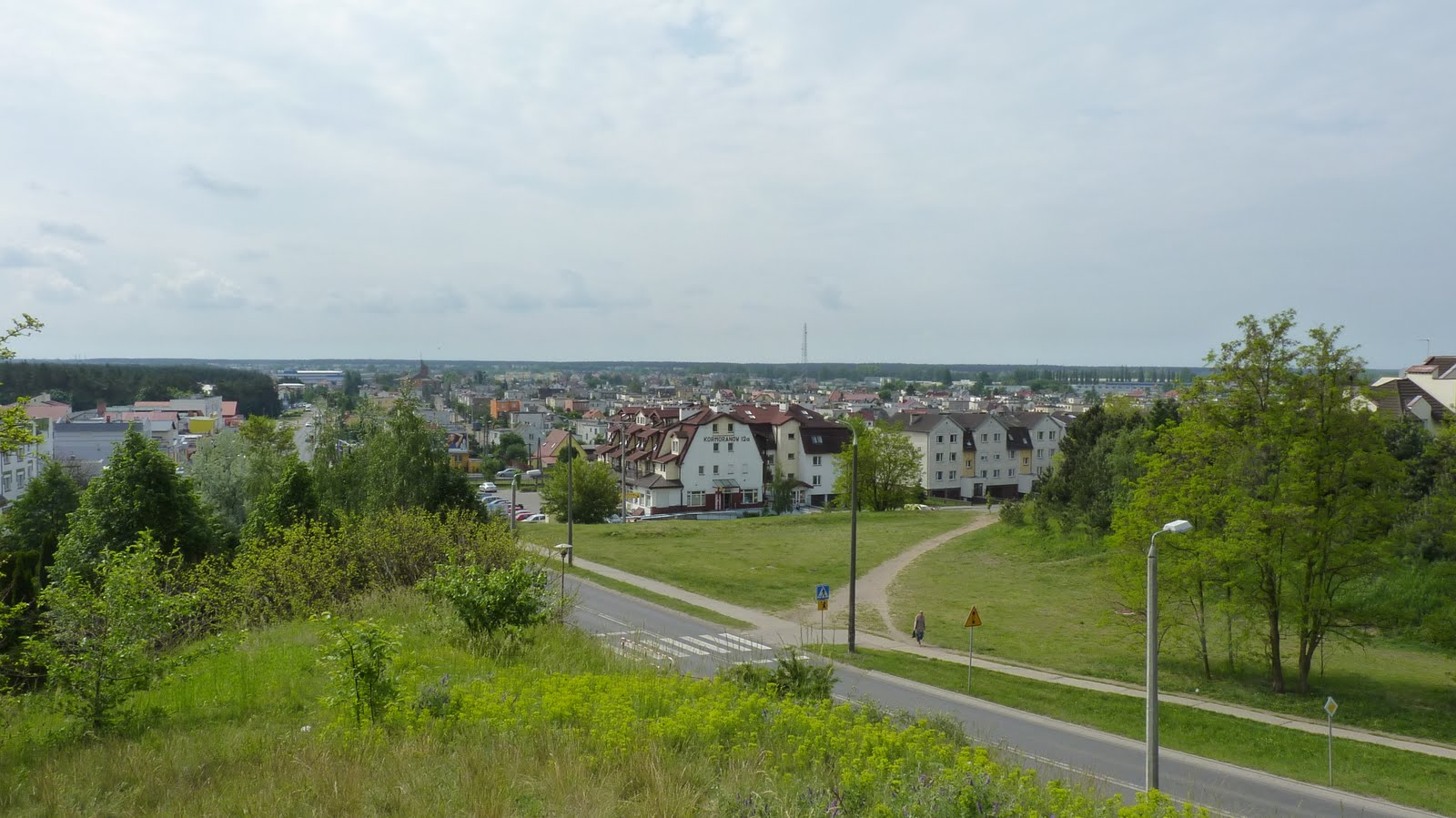
Wjazd na Zbocze Kruszyńskie
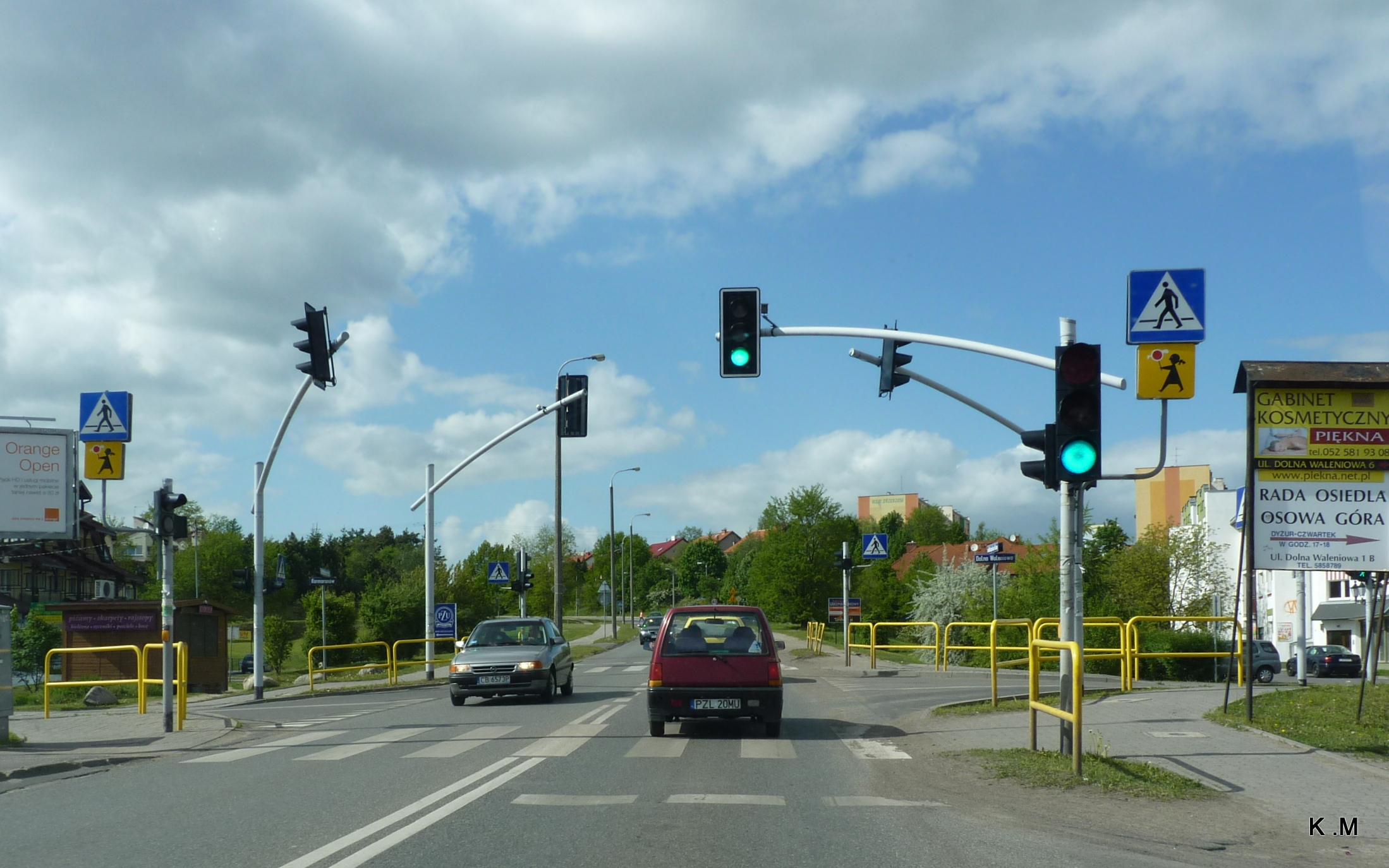
Skrzyżowanie z ul. Kormoranów
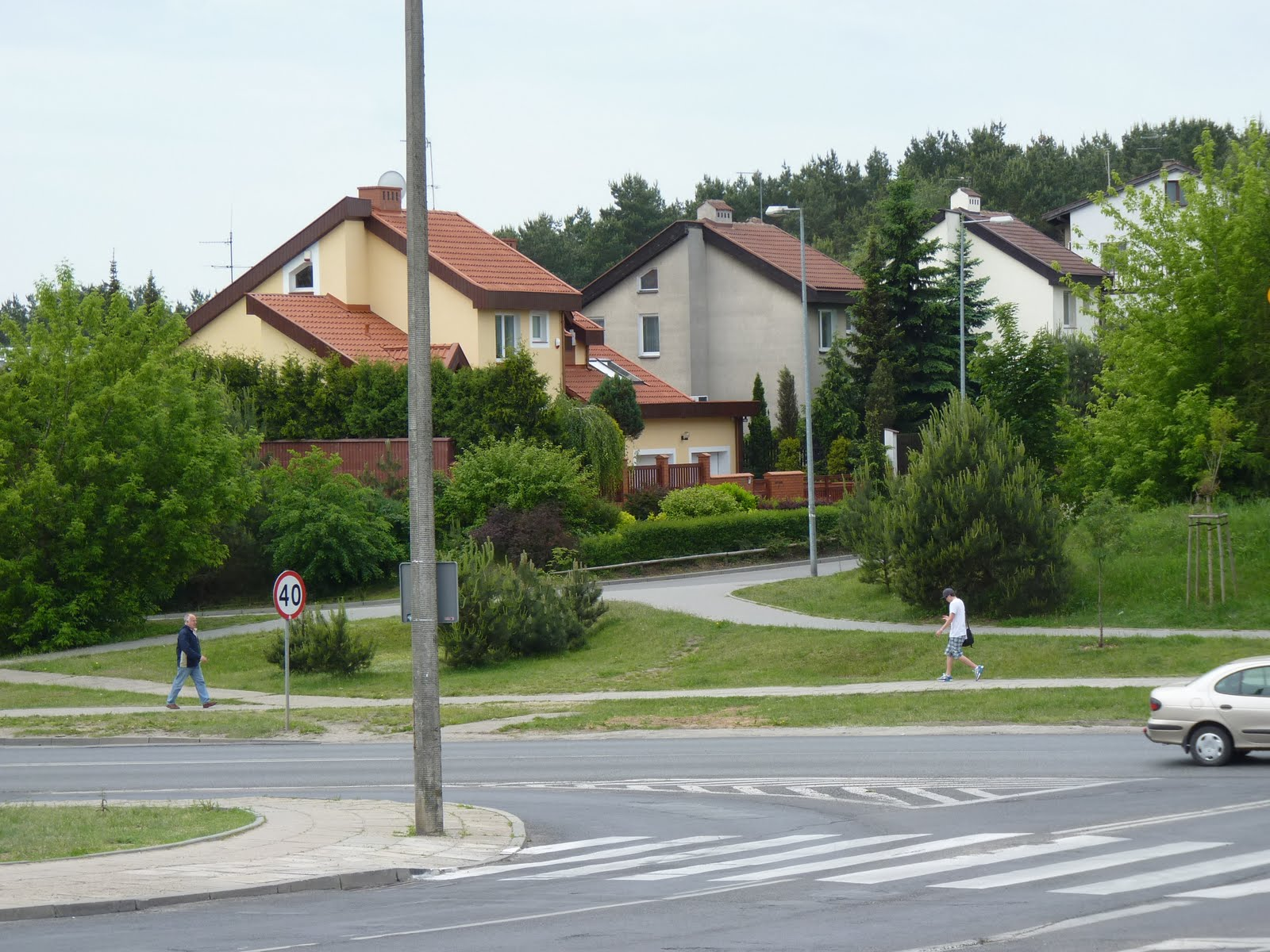
Skrzyżowanie z ul. Wielorybią
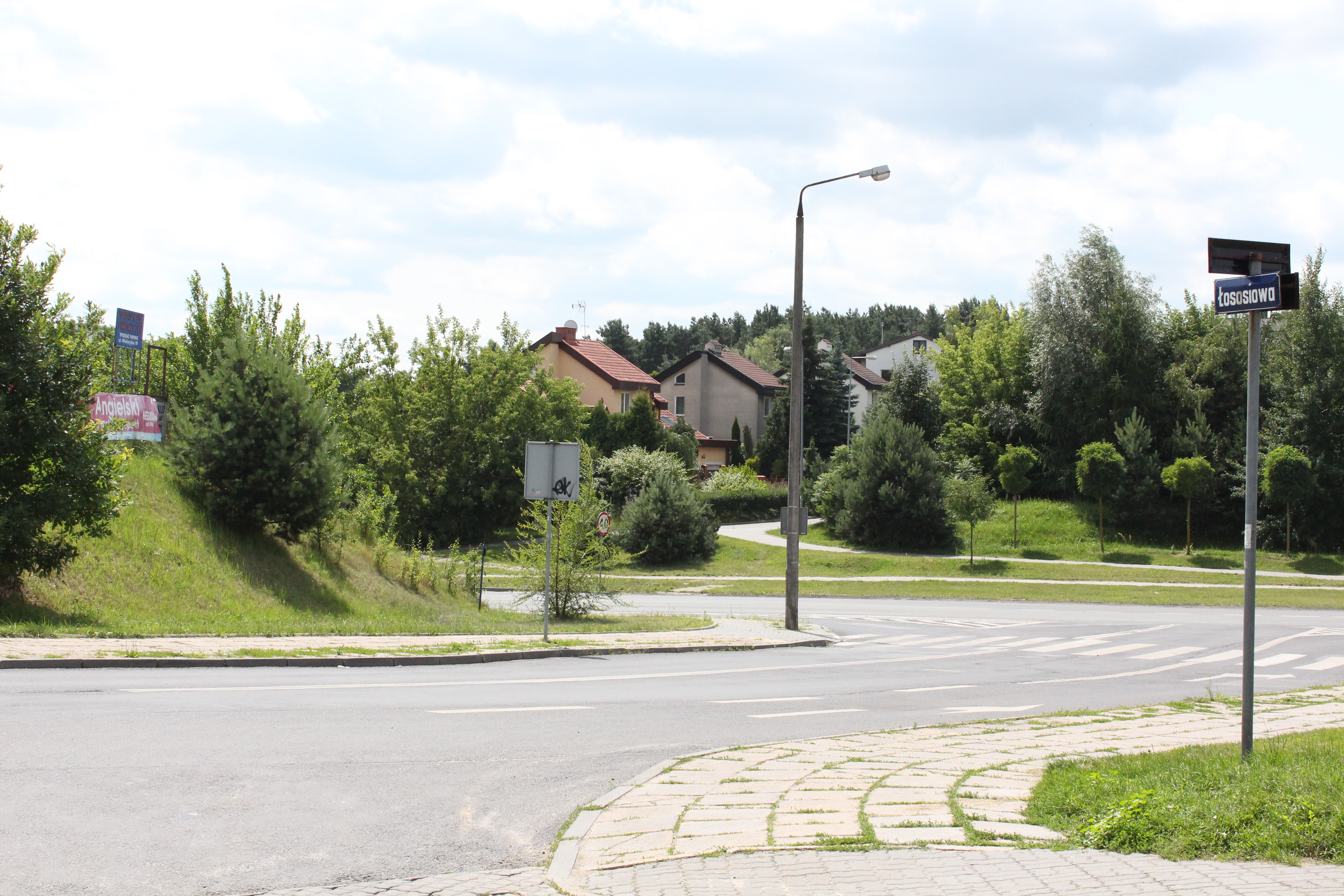
Ulica Kolbego przy skrzyżowaniu z ul. Wielorybią i ul. Łososiową
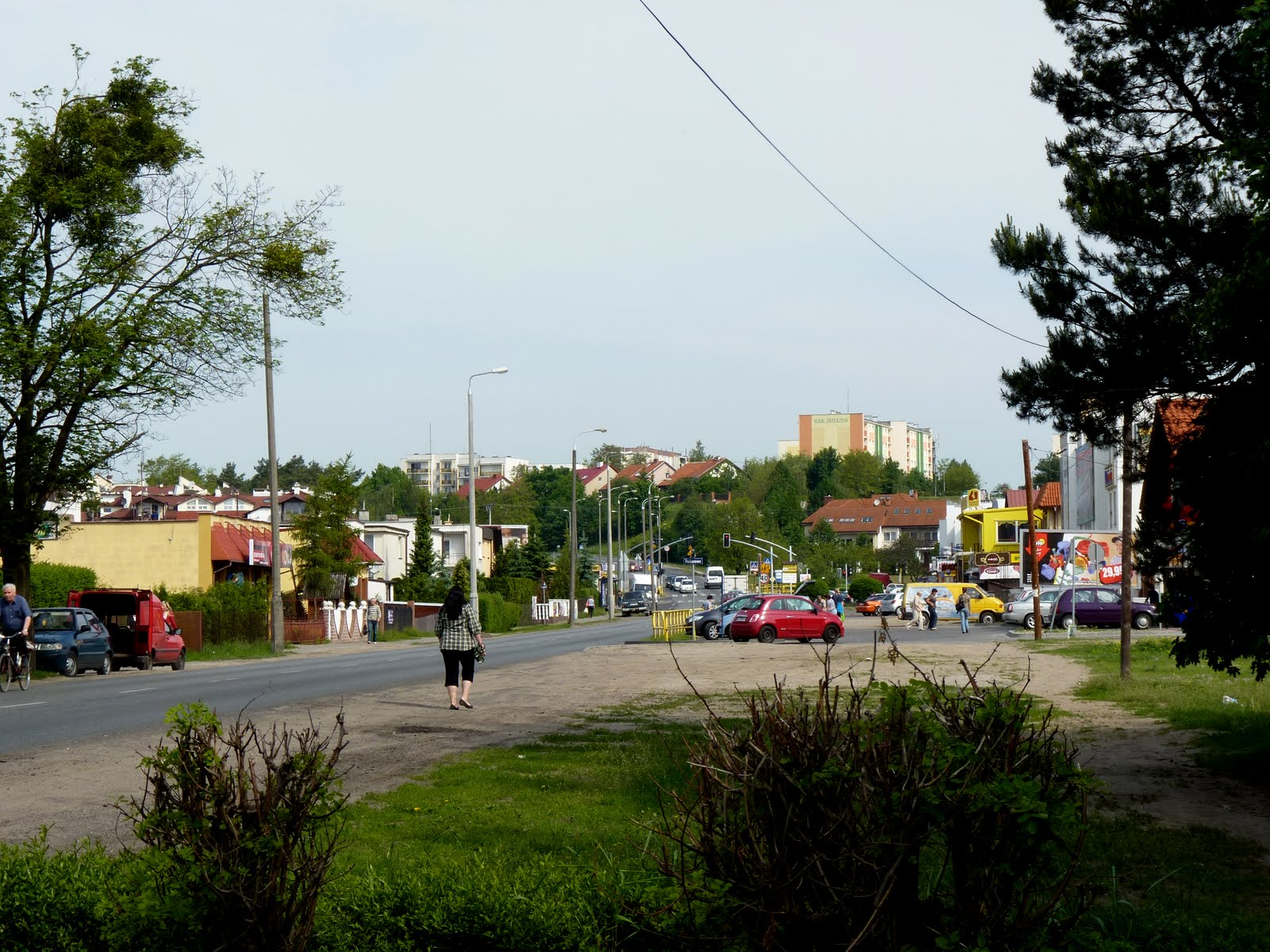
Widok ulicy na Dolnym Tarasie